# 恵那山

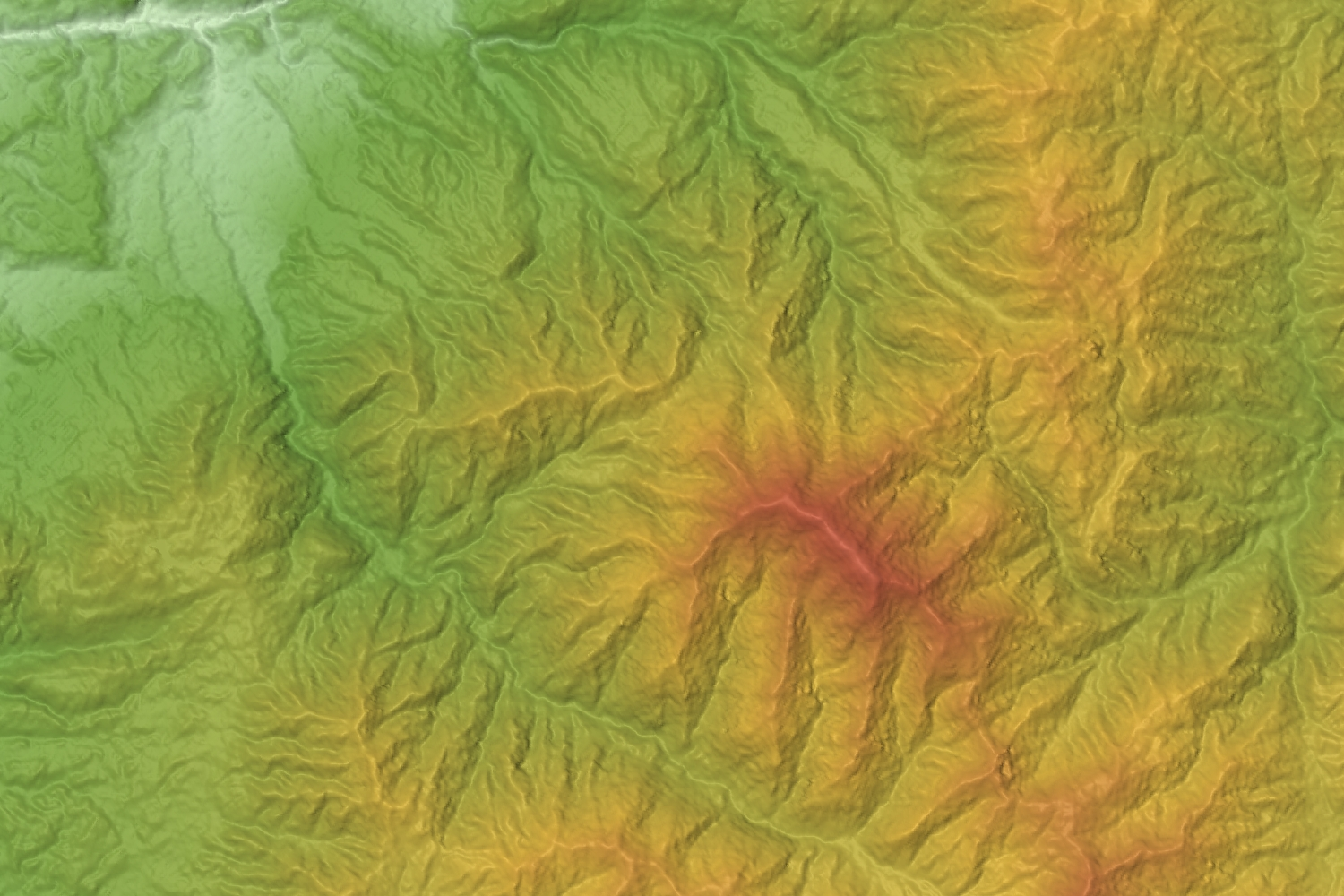
恵那山の地形図

恵那山（えなさん）(胞衣山・胞山）は長野県阿智村と岐阜県中津川市にまたがる、木曽山脈（中央アルプス）の最南端に位置する標高2,191 mの山。日本百名山及び新・花の百名山に選定されている。岐阜県は胞山県立自然公園に指定している。

## 概要
中津川の市街地を見下ろすようにそびえ立ち、そして濃尾平野や岡崎平野、さらに遠く伊勢平野の広範囲の地域から、その大きな櫛形の山容を望むことができる美濃の最高峰である。山頂の標高2,191 mの最高点の南東には、一等三角点、展望台、恵那神社奥宮本社がある。山頂展望台は、周囲にトウヒやコメツガなどの背が高い針葉樹林があるため、展望はあまり良くない。中津川の支流である黒井沢からの登山道と主稜線の合流点には、恵那山頂避難小屋があり、その裏の岩場からは、北アルプス、御嶽山、中央アルプス、南アルプス、富士山などの展望が得られる。
北東にある富士見台高原の真下を、中央自動車道の恵那山トンネルが通っている。北山麓には中山道の馬籠宿と妻籠宿がある。馬籠で生まれ育った島崎藤村が幼少時代に眺めていた山であり、『夜明け前』で描かれている。また、プロレタリア文学の葉山嘉樹の『セメント樽の中の手紙』にも登場する。

## 山名の由来
古くは胞衣山(胞山)と呼ばれ、また角度により船を伏せたように見える事から舟覆伏山 (ふなふせやま) などとも呼ばれた。松平君山の吉蘇志略で「天照大神がここで降誕され、その胞衣（えな）がこの山に埋められた」と記載されており、これが山名の由来とされている。信州側では「野熊山」とも呼ばれていた。

## 環境
恵那山の植生は、垂直分布では低地丘陵帯、山地帯、亜高山帯まで幅広く、植物の宝庫になっている。
山の上部はウラジロモミ、コメツガ、トウヒなどの針葉樹林帯である。江戸時代の初期までは西面がヒノキやモミなどの美林であったが、その後の乱伐により荒廃した。他の斜面では、林道が整備されスギやカラマツなどが植林されている。登山道では、イワウチワ、サラサドウダン、シャクナゲ、ショウジョウバカマ、ズダヤクシュ、バイカオウレンなどの花が見られる。

## 人間史

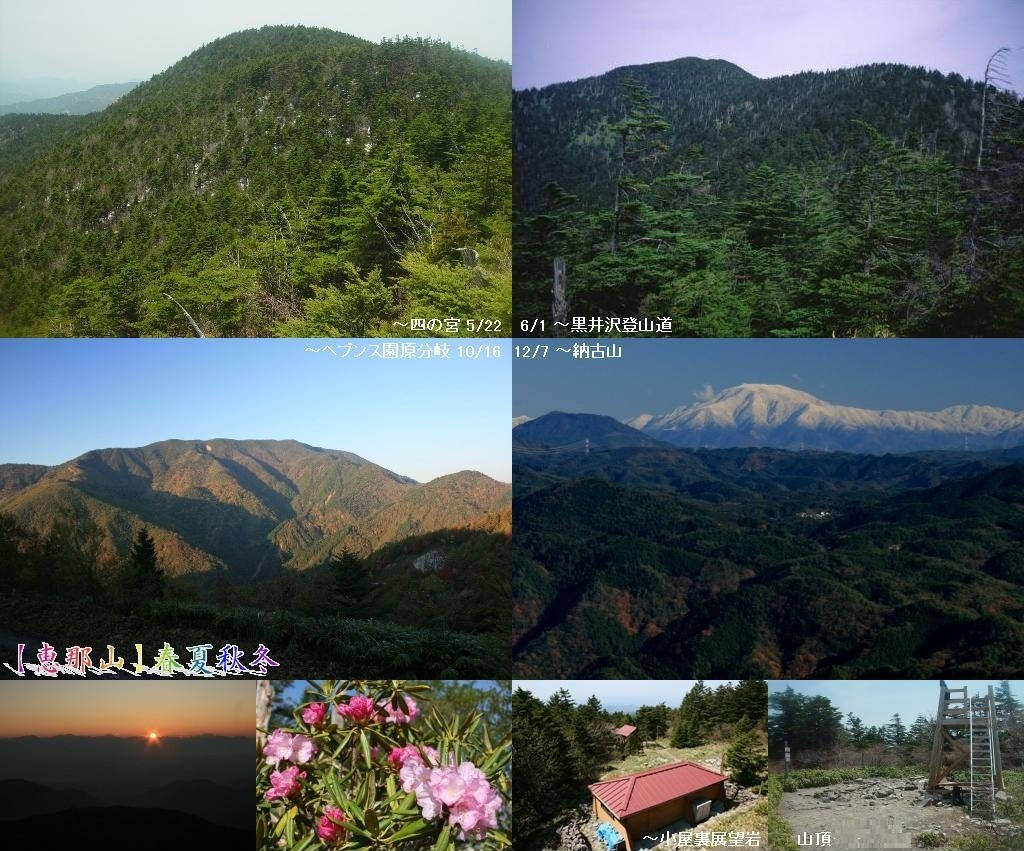
恵那山の風景
山の上部は針葉樹林で覆われている
山頂部に避難小屋や一等三角点がある

- 1893年（明治26年）5月11日 - 英国人のウォルター・ウェストンが前宮ルートから、外国人としての初登頂をした[11]。
- 1932年（昭和7年）9月26日 - 山麓で大規模な土砂災害（山津波）が発生。現中津川市内で死者3人、重傷者6人、埋没家屋120戸、床上浸水306戸、橋梁流失10箇所などの被害[12]。
- 1951年（昭和26年)11月22日 - 長野県の中央アルプス県立自然公園（後の中央アルプス国定公園）に指定された。
- 1959年（昭和34年） - 黒井沢林道からの黒井沢ルートの登山道が整備された。
- 1960年（昭和35年）4月21日 - 日本百名山の著者である深田久弥が黒井沢ルートから登頂し、神坂ルートを下り、翌日に萬岳荘に宿泊した[5]。
- 1975年（昭和50年）8月23日 - 中央自動車道の恵那山トンネルが開通した。
- 1996年（平成8年） - ヘブンスそのはらスキー場が開業した。
- 2001年（平成13年）10月7日 - 長野県側の阿智村からの広河原ルートの登山道が開設された。
- 2001年 - 中津川市の川上に恵那山ウェストン公園が整備され、ウェストンの銅像が設置された[13]。
- 2006年（平成18年） - 木製の櫓状の山頂展望台が建てられた。
- 2007年（平成19年）
  - 6月2日 - 緑化作業中の東邦航空のヘリコプターが山頂付近に墜落する事故が発生。
  - 11月15日午前10時40分頃 - 東邦航空の小型飛行機セスナ404が山頂付近に墜落する事故が発生[14]。登山道にいた登山者に倒木が当たり負傷したとされている。

## 信仰対象としての恵那山

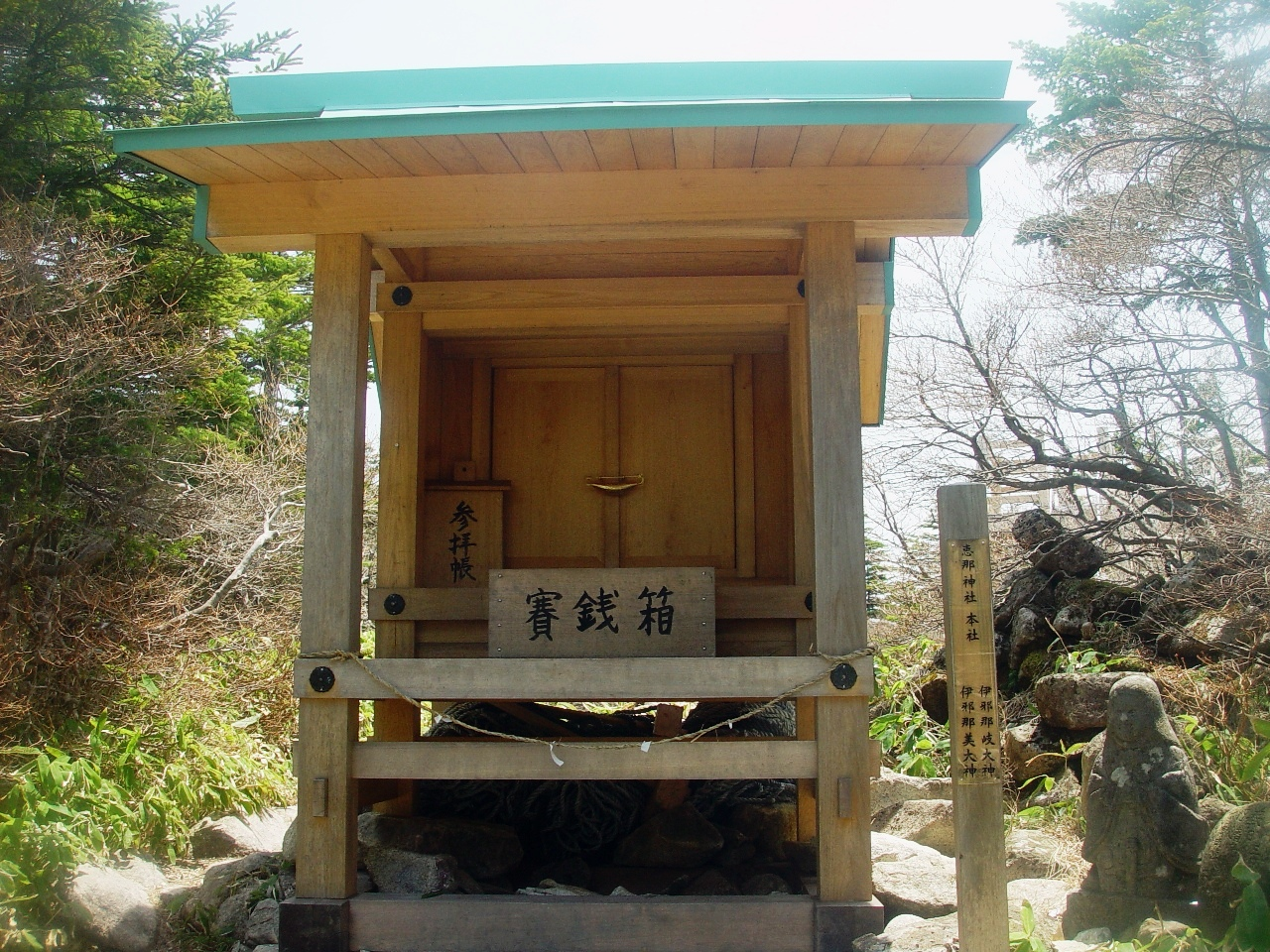
山頂部にある恵那神社奥宮

恵那山は古くは胞衣（えな）山や胞山と記され、イザナギとイザナミが神坂峠を越え、美濃国で天照大神が誕生した際に胞衣 (えな) を納めた地であると伝わる。この胞衣 (えな) とは、胎児を包む膜及び胎盤のことをいう。
恵那山にはイザナギとイザナミを主祭神とする恵那神社があり、山頂に奥宮本社、山麓に前宮本社がある。
明和4年（1767年）、覚明が恵那山を開山した。
その後、毎年修験道者が礼拝に訪れ、前夜に恵那神社で禊ぎをして登山を行っていた。また明治から大正時代にかけては道路や登山道が整備された事により恵那講が流行し、白装束を来た一般人が多く訪れるようになった。
現在、恵那山山頂の恵那神社奥宮には 7 つの社が置かれている (以下黒井沢ルートから見た順序)。麓の中津川市の川上には恵那神社がある。
- 葛城社 (一言主大神)
- 奥宮本社 (伊邪那岐命、伊邪那美命)
- 富士社 (木花咲耶姫大神)
- 熊野社 (速玉男命)
- 神明社 (天照大神、豊受姫大神)
- 剣社 (天目一箇命)
- 一宮社 (猿田彦大神)

## 登山
毎年4月29日頃に、富士見台高原の神坂小屋付近にて、阿智村と合同で安全を祈願する開山祭が開催されている。1893年（明治26年）5月11日に、英国人のウォルター・ウェストンが恵那山に登り、恵那山を全世界に紹介した。これを記念して、ウェストン公園が整備されており、ウォルター・ウェストンの胸像が置かれている。また毎年5月11日に中津川市観光協会により、ウエストン祭が開催されている。冬期には積雪があり、春先の残雪期にも注意が必要である。

### 登山ルート
- 黒井沢ルート - 野熊ノ池、避難小屋と水場（山頂避難小屋から約250m下ったところに岩清水）がある。
- 神坂峠ルート - 展望が良い、強清水から鳥越峠及びアルプス展望台から千両山へのサブルートがある。
- 広河原ルート - 長野県の阿智村からの最も新しい最短のルート。
- 前宮ルート - 健脚向き、登山口への道路脇には恵那山ウェストン公園と恵那神社がある。

### 周辺の山小屋
周辺には以下の山小屋があり、萬岳荘の他は無人の避難小屋である。
| 画像                                  | 名称             | 所在地                          | 標高 （m） | 恵那山からの 方角と距離（km） | 収容人数 （人） | 備考                      |
| ------------------------------------- | ---------------- | ------------------------------- | ---------- | ----------------------------- | --------------- | ------------------------- |
| 恵那山頂避難小屋（2016年12月2日撮影） | 恵那山頂避難小屋 | 黒井沢ルートと 稜線との合流点   | 2,170      | 南東 0.2                      | 15              | 無人の避難小屋 トイレ設置 |
| 野熊ノ池避難小屋（2016年12月3日撮影） | 野熊ノ池避難小屋 | 黒井沢ルート 野熊ノ池周辺       | 1,720      | 南東 2.5                      | 5               | 無人の避難小屋            |
| 萬岳荘（2007年10月23日撮影）          | 萬岳荘           | 神坂峠 その先の林道終点         | 1,590      | 北東 4.9                      | 45              | 期間外一部開放 阿智村     |
| 神坂小屋（2007年10月23日撮影）        | 神坂小屋         | 富士見台高原と 神坂峠との中間点 | 1,690      | 北東 5.1                      |                 | 休憩所 トイレ設置         |

## 地理

### 周辺の山
木曽山脈（中央アルプス）南部の主稜線上にある。北の富士見台高原との鞍部には、東山古道であった神坂峠がある。

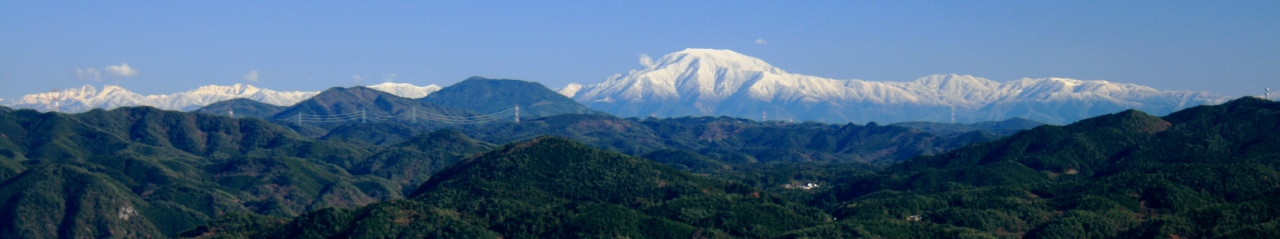
納古山からの望む冠雪した恵那山

| 山容 | 山名         | 標高 （m） | 三角点等級 基準点名               | 恵那山からの 方角と距離（km） | 備考                                |
| ---- | ------------ | ---------- | --------------------------------- | ----------------------------- | ----------------------------------- |
|      | 御嶽山       | 3,067      | （一等）「御岳山」 （3,063.41m）  | 北北西 51.0                   | 日本百名山                          |
|      | 南木曽岳     | 1,676.93   | 二等 「南木曾」                   | 北北東 17.3                   | 日本三百名山                        |
|      | 前山         | 1,351.0    | 三等 「前山」                     | 西北西 5.4                    | まえやま                            |
|      | 富士見台高原 | 1,739      |                                   | 北北東 5.4                    | ふじみだいこうげん                  |
|      | 神坂山       | 1,684.21   | 三等 「神坂山」                   | 北東 5.3                      | みさかやま                          |
|      | 恵那山       | 2,191      | （一等）「恵那山」 （2,189.81 m） | 0                             | 日本百名山 新・花の百名山、ぎふ百山 |
|      | 焼山         | 1,709.17   | 三等 「焼山」                     | 南西 5.2                      |                                     |
|      | 大川入山     | 1,907.74   | 二等 「大川入」                   | 南南東 7.6                    |                                     |

### 源流の河川
以下の主な源流の河川は、伊勢湾と太平洋（遠州灘）へ流れる。
- 中津川、落合川、湯舟沢川（木曽川の支流）
- 本谷川（天竜川の支流）

### 交通・アクセス
- 最寄りの駅は、JR東海中央本線の落合川駅である。
- 最寄りのインターチェンジは、中央自動車道の中津川インターチェンジである。
- 山腹の北側を中央自動車道の恵那山トンネルが貫通している。
- 岐阜県と長野県の県境の神坂峠を林道が通る。積雪期は通行不能となる。2011年6月現在、長野県側の一部区間が通行止めとなっている。また「東山古道」の登山道が整備されている。

## 恵那山の風景
|                        |                      |                        |                          |                                                  |                                                 |
| 聖岳から遠望する恵那山 | 馬籠宿から望む恵那山 | 摺古木山から望む恵那山 | 前宮ルートから望む恵那山 | 国道153号の勘八峡（愛知県 豊田市）より望む恵那山 | 名古屋市守山区の矢田川 の堤防道路より望む恵那山 |

### 山頂付近からの展望
三角点付近は針葉樹林に覆われているため、その横に設置された展望台からは良好な展望が得られない。
恵那山頂避難小屋の裏の岩場などからは、中央アルプスや伊那谷、南アルプス、富士山などを望むことができる。
|                      |                                |                      |
| 中央アルプスの山並み | 南アルプス北部の山並みと伊那谷 | 赤石山脈南部と富士山 |

## テレビ番組
- 『日本百名山　恵那山』　NHK衛星第2テレビジョン、 1994年11月4日放送[17]
- 『中高年のための登山学～日本百名山をめざす 恵那山』　NHK教育テレビ、趣味悠々、 1997年8月7日放送[18]